# Heinz Gradwohl
Heinz Gradwohl (* 22. Oktober 1956 in Judenburg) ist ein österreichischer Gemeindebeamter und Politiker (SPÖ).

## Leben
Heinz Gradwohl absolvierte 1972–1976 eine Ausbildung als Elektrotechniker und Radiomechaniker. Seit 1977 ist er im Gemeindedienst tätig.
Im Jahr 1990 wurde er Mitglied des Gemeinderates der Stadt Judenburg 1990. Mitglied des Landesparteivorstandes der SPÖ Steiermark ist er seit 1991.
Von 1990 bis 2006 war er Nationalratsabgeordneter der SPÖ und stellvertretender Klubvorsitzender der sozialdemokratischen Parlamentsfraktion.

## Auszeichnungen
- 2000: Großes Goldenes Ehrenzeichen für Verdienste um die Republik Österreich[1]
- 2007: Großes Silbernes Ehrenzeichen mit dem Stern für Verdienste um die Republik Österreich[2]